# Distretto di Oyo
Oyo è un distretto della Repubblica del Congo, che fa parte del dipartimento di Cuvette. È composto dal centro abitato omonimo e dall'area rurale circostante.